# Erioptera (Erioptera) subchlorophylla
Erioptera (Erioptera) subchlorophylla is een tweevleugelige uit de familie steltmuggen (Limoniidae). De soort komt voor in het Nearctisch gebied.